# مقاطعة أبفيل (كارولاينا الجنوبية)
مقاطعة أبفيل (بالإنجليزية: Abbeville County, South Carolina)‏ هي county of South Carolina تقع في الولايات المتحدة في كارولاينا الجنوبية.

## أعلام
- باتريك نوبل
- ألفوس بيكر
- جورج نيلسون ليستير